# كوستيس بالاماس
كوستيس بالاماس (باليونانية: Κωστής Παλαμάς)‏ هو شاعر يوناني ولد في يناير 1859 في باتراس. هو مؤلف كلمات النشيد الأولمبي، ويعتبر أحد مؤسسي مدرسة أثينا الجديدة. توفي في يوم 27 فبراير 1943 في أثينا.